# Logaritmische afname
De logaritmische afname, logaritmisch daling of logaritmisch decrement wordt gedefinieerd als de natuurlijke logaritme van de verhouding van de elektrische stroom of spanning of van de druk tot een referentiewaarde:
{\displaystyle \mu } = ln {\displaystyle ({\frac {I}{I_{0}}})}, waarbij μ in neper wordt uitgedrukt.
Men mag de logaritmische versterking μ, uitgedrukt in neper, niet verwisselen met het geluidsniveau L, uitgedrukt in bel. Er is wel een verband tussen beide grootheden:
{\displaystyle e^{2\mu }=10^{L}}